# کراسنایا گورکا (شهرستان نوریمانوفسکی، باشقیرستان)
کراسنایا گورکا (انگلیسی: Krasnaya Gorka, Nurimanovsky District, Republic of Bashkortostan) یک شهرک در شهرستان نوریمانوفسکی استان باشقیرستان کشور روسیه است.